# Maria Simma
Maria Simma (* 5. Februar 1915 in Sonntag im Großwalsertal, Vorarlberg; † 16. März 2004 in Bezau) war eine Mystikerin, deren Bücher eine große Verbreitung gefunden haben.

## Leben
Maria Simma erlangte durch ihre mysteriösen religiösen Erscheinungen überregionale Bekanntheit. Ihr Wunsch, ins Kloster einzutreten, wurde aufgrund ihres schlechten Gesundheitszustands von insgesamt drei Klöstern abgelehnt. Schließlich kehrte sie nach Sonntag zurück, wo sie im Haushalt des Vaters arbeitete und die Kirchenreinigung übernahm. Ab 1940 erschienen ihr nach eigener Angabe Arme Seelen, die meist nachts um Erlösung für begangene Sünden baten. Neben intensivem Gebet musste sie dann angeblich tagelange Übelkeit, Kälte sowie Leibschmerzen ertragen, um die Armen Seelen vom Fegefeuer zu erlösen. Ab 1954 konnten laut Simma auch Gebete und Geldspenden die Armen Seelen erlösen. Die gespendeten Beträge leitete Maria Simma an die Weltmission weiter. Bis 1990 steigerte sich ihr Bekanntheitsgrad immer mehr und Busse voller Pilger besuchten sie in Sonntag.

## Resonanz
Die Gesamtauflage ihres Buchs „Meine Erlebnisse mit Armen Seelen“ liegt bei über 300.000 Exemplaren. Die deutsche Ausgabe wurde 190.000 Mal gedruckt, die französische (bis 2005) 58.000 Mal. Hinzu kommen Übersetzungen ins Italienische, Niederländische, Polnische, und Rätoromanische. Die englische Fassung eines Interviews erschien 47.000 Mal. Die aktuelle Ausgabe dieses Buches ist die 24. Auflage, die 2020 im Christiana Verlag erschien.

## Werke
- Get us out of here. Maria Simma speaks with Nicky Eltz. DeKalb, Illinois 2005.
- Maria Simma: Meine Erlebnisse mit Armen Seelen. Christiana-Verlag 24. Aufl. 2020.
- Maria Simma: Belehrungen und Warnungen von den Armen Seelen. Weto Verlag
- Maria Simma: Die Armen Seelen sagen. Weto Verlag Meersburg
- Maria Simma: Maria Simma antwortet. Weto Verlag
- Maria Simma: Maria Simma spricht. Weto Verlag
- Maria Simma: Die armen Seelen erzählen mir...  Verlag: Prima GmbH.